# مشاور (فیلم ۱۹۷۳)
مشاور (ایتالیایی: Il consigliori) یک فیلم جنایی به کارگردانی آلبرتو دِ مارتینو است که در سال ۱۹۷۳ منتشر شد.

## گزیدهٔ بازیگران
- توماس میلیان
- مارتین بالسام
- فرانسیسکو رابال
- داگمار لاساندار
- پرلا کریستال
- کارلو تامبرلانی
- مانوئل سارسو
- جان اندرسون
- ساچین لیتلفدر
- ژرژ ریگاد
- ادواردو فاخاردو
- نلو پاتزافینی